# Parc naturel de Poblet
Le parc naturel de Poblet est un espace naturel protégé situé dans la comarque de Conca de Barberà (province de Taragone), en Catalogne,.
Le parc naturel a été créé par le décret 22/1984 du 9 novembre 1984.

## Description
Le parc est situé sur le versant nord des Montañas de Prades (es) correspondant au cours supérieur du Río Francolí (es). Il sert à conserver et défendre l'environnement, préserver le paysage et restaurer le patrimoine du cadre naturel qui entoure le monastère de Santa María de Poblet, Patrimoine mondial de l'UNESCO.

## Flore et faune

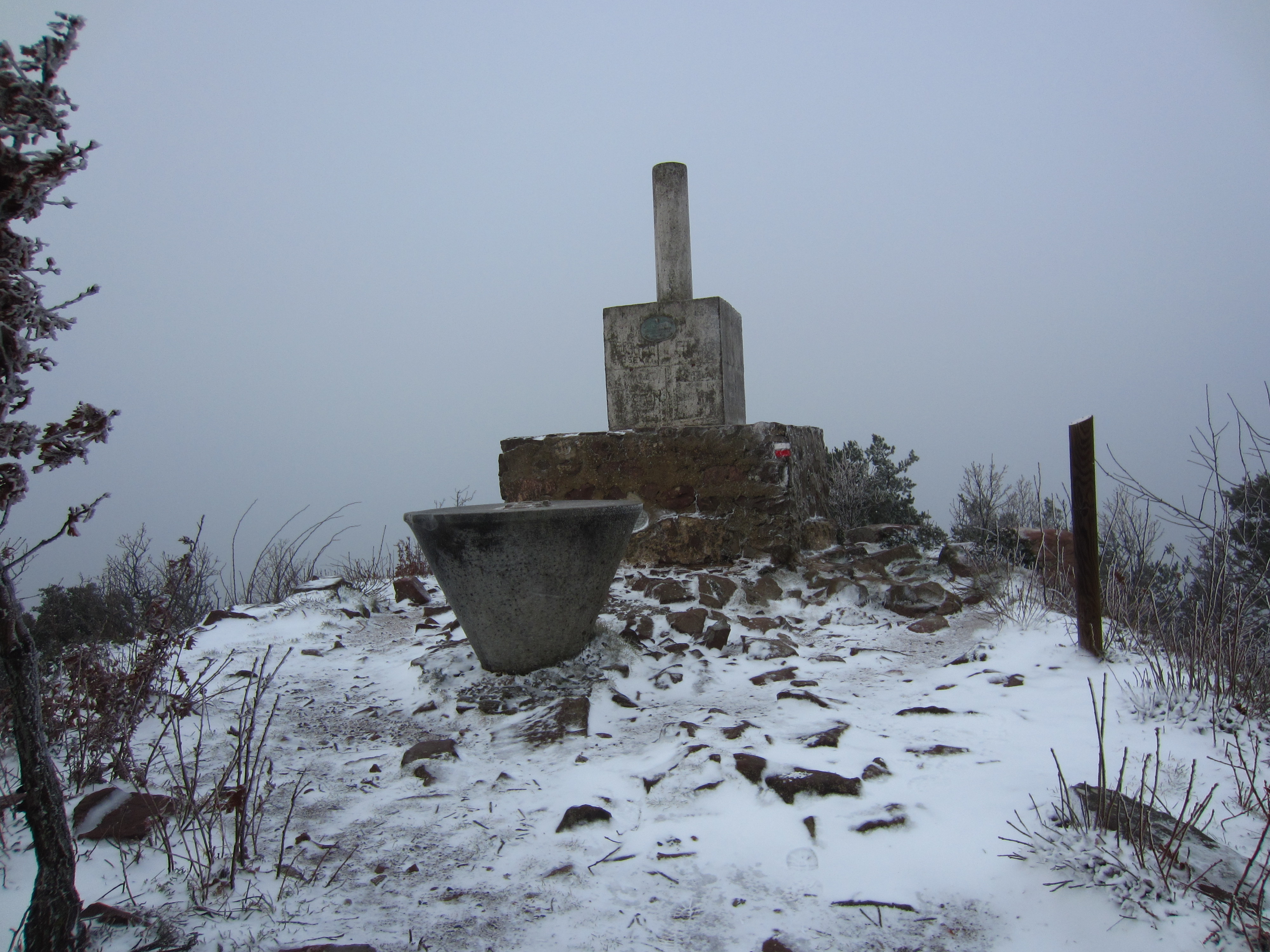
Tossal de la Baltasana

La forêt de Poblet est une importante station forestière protégée et contient une végétation très variée et feuillue : chêne de montagne (Quercetum mediterraneo-montanum) et chêne marfull (Viburno tini-Quercetum ilicis), chêne faginé (Quercus faginea), chêne pubescent (Quercus pubescens) et chêne tauzin (Quercus pyenaica) ainsi que de petites communautés de pin sylvestre (Pinus sylvetris), pin maritime (Pinus pinaster), pin de Salzmann (Pinus nigra, salzmannii) et pin d'Alep (Pinus halepensis). On distingue également l'if commun (Taxus baccata)et le houx (Ilex aquifolium), qui sont des espèces protégées. Il possède la plus grande réserve de chênes du pays. À La Pena, près de la maison et du belvédère, se trouve le puits de glace qui approvisinnait en glace les moines du monastère. Le Tossal de la Baltasana (ca) est le point culminant des montagnes de Prades.
La faune est typique des montagnes méditerranéennes . Plusieurs invertébrés ou mammifères endémiques se démarquent, comme la musaraigne naine (Sorex minutissimus), dont la population est isolée de l'aire de répartition de l'espèce. Le sanglier abonde. Dans le but de protéger les communautés animales, le PNIN de Poblet a été déclaré refuge faunique par arrêté MAH/386/2004 du 14 octobre 2004.